# Св. св. Кирил и Методий (Солун, 1873)
„Св. св. Кирил и Методий“ е историческа църква в македонския град Солун, тогава в Османската империя, основана от Солунската българската община в 1873 година.

## История
Първоначално е основана като малък параклис. Постройката при откриването си представлява малка сграда с две стаи и коридор. Намира се в християнския квартал Панагуда на улица „Баят“ (днес „Капитан Патрикис“) на около сто метра южно от централната улица „Егнатия“. Закупена е с дарения, като най-големите дарители са монах Аверкий от Зографския манастир, управител на Зографския метох в Солун – 5600 зл. гр.; Насте Стоянов – 1532 зл. гр.; братя Шумкови – 1799, 20 зл. гр.; братя Паунчеви – 1418 зл. гр.
Параклисът е открит на празника на Свети Наум Охридски на 20 юни 1873 година. Първият свещеник, който служи тук, е поп Петър Димитров. При откриването той отслужва литургията, учителят Михаил Буботинов държи реч, а Насте Стоянов „според силите си изпълнява певческата длъжност“.
Първите настоятели са Димитър Паунчев, Насте Стоянов, Петър Шумков и устабаши Георги Стоянов от Връбница. Крепостният акт е издаден на името на Насте Стоянов.
В 1875 година руски монаси подаряват камбана за параклиса; те присъстват на богослужението в него за празника на Св. св. Кирил и Методий заедно с руския консул. Тази камбана тежи 83 оки (около 106 кг) и звънът ѝ, по думите на поп Петър, особено много дразни гърците в града.
Параклисът побира най-много 50 души и голяма част от богомолците стоят на двора и на улицата по време на богослужението. Числото им нараства след откриването на Солунската българска гимназия – гимназистите също се черкуват в параклиса, а и идват и още повече българи, за да се порадват на тях и българските учители. Директорът на гимназията и секретар на българската общината Божил Райнов предприема действия за превръщането на параклиса в църква, макар и без ферман от властта; подкрепян е от майстора Иван Дебрелията и другите майстори дебрани, които с охота се включват с надници и материали. През декември 1881 година българската община призовава българите за подкрепа, а през януари 1882 година започва събиране на средства. Най-големите дарители са Насте Стоянов, Тодор Хаджимишев и братя Хаджилазарови, които дават по 500 зл.гр., а руският генерален консул, братя Шумкови, архимандрит Козма, Христо Златаров, Никола Попстефанов и Саздо Дерменджиев даряват по 300 зл. гр. Други хора помагат според възможностите си  – Яко Хр. Шалов например дарява 20 000 тухли на стойност 2000 гроша, а Георги Гугушов – диреци за около 1000 гроша.
Строителните работи започват тайно, зад подсилената ограда, но скоро са направени донесения пред властите за неразрешен строеж и е направен акт. Божил Райнов успява да убеди валията Галиб паша, че не се строи нова църква, а се поправя параклиса, и той разпорежда да не се правят спънки  При започването на преустройството на параклиса в храм, при градежа на основите на църквата в каменната стена от страната на олтара е поставен основен камък с посвещение на Св. св. Кирил и Методий, зазидан тържествено със служба от българския свещеник Иван Ангелов от солунското село Висока в съслужение с други свещеници. Зазиданата белокаменна плоча е с размери около 50 на 40  сантиметра, дебелина – не по-малко от 7 – 8 сантиметра. Каменният надпис е издълбан от по-стария от известните солунски майстори строители дебърчаните братя Митровски (Атанас и Георги).
Разширената църква е открита на 3 април 1885 година. За да бъде освещаването тържествено, освен двата попа в града – архимандрит Козма и стария свещеник при параклиса, са поканени и намиращите се в града свещеници от вътрешността на Македония. Поканени са да участват и руските монаси от Светогорския метох, но те отказват поради схизмата; отпускат църковна утвар за службата по решение на руския консул, въпреки мнението си, че тя ще се оскверни от схизматичната служба (след церемонията българите задържат предметите, защото вече са „осквернени“, а Божил Райнов изразява готовност да им ходатайства за чисто нови). В освещаването участва и певческия хор от ученици гимназисти, създаден от учителя Никола Думчев. Енорийски поп при църквата става свещеник Иван Маджаров.
Църквата обаче е малка за нарастващото през годините паство – в нея се черкуват както живеещите в централните и източните части на града, така и учениците в българските училища, често хората остават на открито. В продължение на годините църквата е ремонтирана, надстроена и към нея е построена камбанария, като в двора на храма е издигната малка двуетажна къща за клисаря и свещеника.
След Междусъюзническата война Солун става част от Гърция. През 20-те години на ХХ век, във връзка с обезщетенията по спогодбата Моллов-Кафандарис, оценката на имота и инвентара възлиза на 8300 английски лири. Църквата съществува до 1932 година. Днес на мястото ѝ има частни сгради, а от храма няма следа.